# Хардтурм
«Хардтурм» (нем. Hardturm) — ныне не существующий футбольный стадион в Цюрихе, Швейцария. Служил домашней ареной футбольного клуба «Грассхоппер». Стадион был открыт в 1929 году. На стадионе проходили 5 матчей чемпионата мира 1954 года.
В момент открытия в 1929 году вместимость стадиона составляла 27 500 человек. После многочисленных реконструкций к 1986 году она увеличилась до 38 000 к 100-летнему юбилею клуба «Грассхоппер». К моменту закрытия стадион мог разместить у себя 17 666 человек.
Во время реконструкции стадиона «ФК Цюриха» Летцигрунда, «Цюрих» проводил свои домашние матчи на Хардтурме в сезоне 2006/2007, что вызывало недовольство фанатов «Грассхоппера»
Хардтурм был закрыт в сентябре 2007 года. «Грассхопер» стал принимать гостевые команды на стадионе Летцигрунд. Снос Хардтурма производился с декабря 2008 по март 2009 года. На его месте планируется вознести стадион Цюрих, однако на 2013 год проект приостановлен.